# Walter Bosse
Walter Bosse (* 13. November 1904 in Wien; † 13. Dezember 1979 in Iserlohn) war ein österreichischer Keramikkünstler und Designer.

## Biografie
Bosse wurde als Sohn des Maler-Ehepaares Luise und Julius Bosse in Wien geboren. Der Vater war vor dem Ersten Weltkrieg Porträtmaler am Zarenhof. Nach dem Ersten Weltkrieg absolvierte Bosse eine Ausbildung an der Wiener Kunstgewerbeschule und anschließend an der Münchner Kunstgewerbeschule. In den 1930er-Jahren hatte er ein Atelier und eine Keramikproduktion in Kufstein, die aber zum Erliegen kam, als 1938 die Nazis in Österreich die Macht ergriffen. 1953 übersiedelte er nach Iserlohn in Deutschland. 
Im Jahr 1979 starb Bosse völlig verarmt und mittellos im Alter von 75 Jahren im St. Elisabeth-Hospital Iserlohn. Sein Grab auf dem Städtischen Friedhof Iserlohn trug ursprünglich einen Grabstein, der mit seinen bekannten Igel-Aschern aus Messing (die Teile im Bogen geöffnet auf der Grabplatte platziert) gestaltet worden war. Das Grab musste wegen Umgestaltung des Friedhofes 2005 weichen. Später wurde an der Stelle des Grabes (die Gebeine des Verstorbenen befinden sich noch in der dortigen Erde) ein Gedenkstein für Walter Bosse angebracht. Der Grabstein wurde von dem Sammler- und Autorenehepaar Johanna und Hans-Hagen Hottenroth gerettet, die das Buch mit dem Titel Walter Bosse. Leben, Kunst und Handwerk 1904-1979 geschrieben hatten. Sie stifteten 2007 den Grabstein dem Bezirksmuseum Innere Stadt in Wien, in dessen Sammlung er zu sehen ist.

## Werk

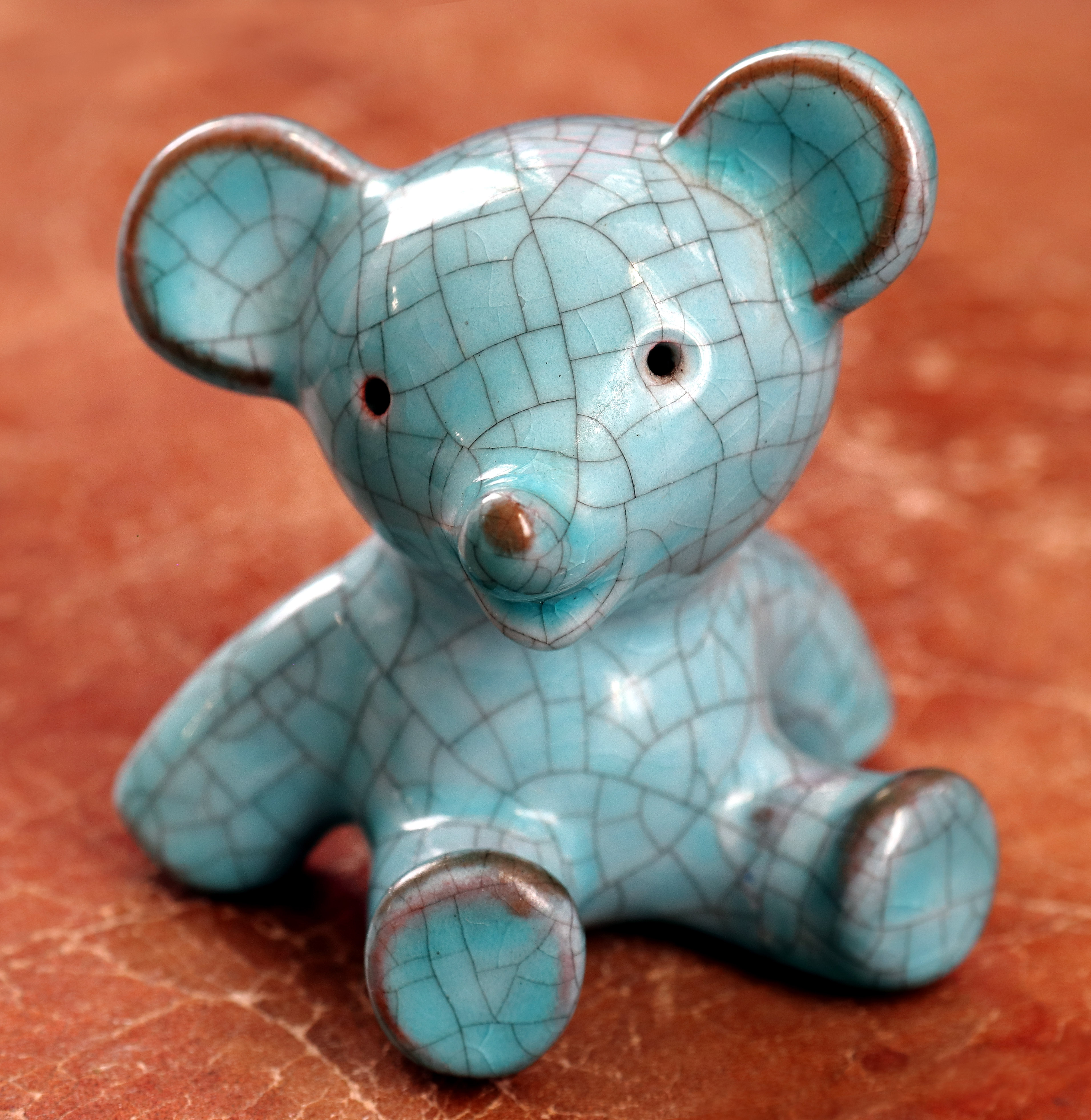
Figur von Walter Bosse

Anfänglich entwarf Bosse keramische Figuren, die durch ihre groteske Note auffielen. Lippen, Augen, Finger – eine kindliche Verspieltheit im Darstellen der Mimik seiner Figuren zeichneten diese Entwürfe aus. In diesem Stil arbeitete er für die Tonindustrie Scheibbs. Um 1924 entstanden für die Porzellanmanufaktur Augarten in Wien mindestens vier Figuren. Etwa ab 1926 bis 1930 wurden in der Porzellanfabrik Metzler & Ortloff in Ilmenau (Thüringen) über 200 Bosse-Grotesken ausgeformt.
Einige dieser Figuren wurden 1926 und 1930 auch in der Fachzeitschrift Die Schaulade vorgestellt, allerdings wurde der Bildhauer nicht namentlich genannt, sondern es war nur von einem „Wiener Künstler“ die Rede. Die Modellbücher der Firma, beginnend um 1927, enthalten viele Skizzen mit Modellnummern seiner Grotesken. Manche dieser Figuren finden sich auch in Keramik bei der Wiener Manufaktur F. Goldscheider wieder, für die er von 1928 bis ca. 1932 etliche Objekte entwarf. In der Porzellanfabrik W. Goebel in Oeslau wurden von 1940 bis 1961 etwa 26 Bosse-Entwürfe in Porzellan umgesetzt. Modelleure hierzu waren Reinhold Unger und Theo Menzenbach.
Ende der 1940er-Jahre entwickelte er Messingminiaturen in Tierform. Bosses Liebe zu den Tieren findet darin seinen Ausdruck. Gluttöter und Talismane belebten die Wiener Bronzen aufs Neue. Die Modelle entstanden durch Vorbilder aus den zoologischen Gärten als Elefanten, Bären und Hasen; auch der Igel-Ascher ist in diesem Stil entstanden. 
Von 1950 bis 1972 war Walter Bosse freier Mitarbeiter der Staatlichen Majolika Manufaktur Karlsruhe; es entstanden ca. 245 Keramik-Figuren. Als freier Mitarbeiter bei der Firma Achatit in Köln-Junkersdorf schuf er von 1958 bis 1961 über 20 Grotesken als Voll- und Halb-Plastiken. 
Sein Gesamtwerk umfasst etwa 8000 Modelle und Entwürfe, davon etwa 3000 Keramiken.

## Fälschungen
In den 1950er bis 1970er Jahren wurden Bosses Figuren breitbandig angeboten. Sie wurden jedoch auch weltweit gefälscht.
Er versuchte, seine Entwürfe zu vermarkten und dafür Lizenzgebühren zu erhalten, wurde aber betrogen und begann einen aufreibenden Instanzenweg vor Gericht. Bosse gilt als der Begründer des modernen Urheberrechtes für Designerware und Kunsthandwerk.